# Голота
Голотата е състоянието, при което не се носи облекло.
Носенето на облекло е изключително човешка характеристика. Размерът на дрехите, които човек носи, зависи основно от функционални и социални съображения.
- Функционални съображения

 – Необходимост от топлина
 – Предпазване от различни вредни и опасни вещества
- Социални съображения – в някои ситуации минималното облекло (т.е. да покрива само гениталиите) може да бъде социално приемливо, докато в други се очаква да се носят много повече дрехи.